# インキュベイトファンド
インキュベイトファンドは、日本のベンチャーキャピタルである。

## 概要
代表パートナー赤浦徹、本間真彦、和田圭祐、村田祐介で設立されたファンド。2021年3月より、ポール・マクナー二が代表パートナーとして追加で就任した。ラクスルやゲームウィズなど、1,000億超える企業を輩出している。

## インキュベイトキャンプ
起業家と投資家が創業初期からパートナーシップを組み、事業創造を支援していくために立ち上げた合宿型のアクセレタープログラム「インキュベイトキャンプ」という一泊二日型投資実行付きイベントが名物。昨今の起業支援環境や事業トレンドの変化を踏まえ、シード資金提供に止まらず、数千万～十億円単位の資金提供を含めた『起業家/投資家合同経営合宿』として運営している。2010年の第1回が開催され、2020年9月に開催した13thでは出場起業家16名から合計9.5億円の資金調達を実現している。

### インキュベイトキャンプ出身の企業および起業家のエグジット実績

#### IPO
- ラクスル　松本恭攝
- GameWith　小泉卓也

#### MA
- 1th：Zawatt、メルカリにグループ入り
- 2nd：UNOTE、イグニスにグループ入り
- 3rd：Grood、フジメディアホールディングスにグループ入り*4th：ベストスタイルミー、クルーズにグループ入り
- 5th：サムライト、朝日新聞にグループ入り
- 5th：コードキャンプ、ヒューチャーにグループ入り
- 6th：vivit、ゼビオにグループ入り
- 7th：コネヒト、KDDIにグループ入り
- 7th：Gatebox、LINEにグループ入り
- 8th：Candle、クルーズにグループ入り
- 8th：スマートキャンプ、マネーフォワードにグループ入り
- 9th：TownWiFi、GMOにグループ入り
- 10th：パラソル、CUEBICにグループ入り

### その他、インキュベイトキャンプ出身の企業およびに起業家
- FabricTokyo　森雄一郎
- HADO
- ペライチ
- DroneAgent
- エアークローゼット
- ミナカラ
- office de yasai

## 実績（ポートフォリオ）

### IPO
- Aiming
- ceres
- アクセルマーク
- サイボウズ
- ファンコミュニケーションズ
- ダブルスタンダード
- GameWith
- ゴルフパートナー
- Gumi
- メドレー
- みんなのウエディング
- SANSAN
- VOYAGE GROUP
- トヨクモ

### MA
- Bizer
- Cinnamon
- コードキャンプ
- コマース21
- コインチェック
- FabricTokyo
- EMOSIV
- Gatebox
- KAUMO
- レレレ
- KidsColor
- MISOCA
- ORIGAMI
- PLUCKY
- ポケラボ
- TownWiFi
- vivit
- sider